# 3-й гвардейский механизированный корпус
3-й гвардейский механизированный Сталинградский корпус — оперативное войсковое объединение в составе ВС СССР.
Сокращённое наименование — 3 гв. мк.

## История формирования
Приказом НКО СССР № 394 от 18 декабря 1942 года 4-й механизированный корпус был преобразован в 3-й гвардейский механизированный корпус.
В ходе февральского наступления на Донбасс мехкорпус перешел Миус, но был остановлен и окружен под Матвеев Курганом. 
Летом и осенью 1943 года корпус наступал в составе войск Воронежского (1-го Украинского) фронта на Левобережной Украине, освободив многие населенные пункты, а также приняв участие в разгроме ахтырской группировки противника. Корпус форсировал Днепр в пяти километрах северо-восточнее Канева, после чего сражался на плацдарме.
3-й гвардейский механизированный корпус участвовал в форсировании Березины, в боевых действиях за Красное, Молодечно, Вильнюс, Шяуляй, Елгаву, Ригу, в прорыве к побережью Рижского залива в районе Тукумса (8-я гвардейская механизированная бригада), в отражении танковых атак немецких войск под Жагаре, а также в сентябрьском наступлении 1944 года на рижском направлении.
С осени 1944 года до конца войны корпус сражался против курляндской группировки противника.
В июле-августе 1945 передислоцирован из Чехословакии в МНР в состав Забайкальского фронта. Перед началом советско-японской войны корпус имел в своём составе 183 М4А2 «Шермана» и 23 СУ-100.
Боевой путь корпус закончил в составе войск 1-го Дальневосточного фронта.
В 1945 году переформирован в 3-ю гвардейскую механизированную дивизию, затем она в свою очередь переформирована в 47-ю гвардейскую мотострелковую, которая в 1959 году была расформирована.

### В составе действующей армии
- с 18.11.1942 по 16.05.1943
- с 10.07.1943 по 31.10.1943
- с 10.06.1944 по 09.05.1945
- с 16.08.1945 по 03.09.1945[5]

## Состав
- 7-я гвардейская механизированная Шавлинская Краснознамённая бригада (бывшая 36-я)
  - 43-й гвардейский танковый полк (бывший 26-й)
- 8-я гвардейская механизированная Молодечненская Краснознамённая бригада (бывшая 59-я)
  - 44-й гвардейский танковый полк (бывший 20-й)
- 9-я гвардейская механизированная Молодечненская Краснознамённая бригада (бывшая 60-я)
  - 45-й гвардейский танковый полк (бывший 21-й)
- 35-я гвардейская танковая Шавлинская Краснознамённая ордена Суворова бригада (с апреля 1943 года)
- 41-й отдельный гвардейский танковый полк (до апреля 1943 года)
- 42-й гвардейский танковый полк (до апреля 1943 года)
- 64-й отдельный гвардейский тяжёлый танковый Митавский полк (с 18 июля 1944 года[6])
- 32-й гвардейский тяжёлый танковый полк (с 10 марта 1945 года)
- 101-й гвардейский истребительно-противотанковый артиллерийский полк (бывший 482-й иптап) (до 26 апреля 1943 года)
- 1510-й самоходно-артиллерийский Молодечненский Краснознамённый полк (с декабря 1943 года)
- 1823-й самоходно-артиллерийский Молодечненский Краснознамённый полк (с апреля 1944 года)
- 380-й гвардейский тяжёлый самоходно-артиллерийский полк (с 20 июля 1944 года)
- 129-й миномётный Молодечненский полк (с июня 1943 года)
- 1705-й зенитно-артиллерийский Краснознамённый полк (с июня 1943 года)
- 1-й отдельный гвардейский мотоциклетный Молодечненский батальон
- 743-й отдельный истребительно-противотанковый дивизион (с июня 1944 года)
- 334-й отдельный гвардейский миномётный Краснознамённый дивизион
- 1831-й самоходно-артиллерийский полк (август-октябрь 1943 года)
- 1510-й истребительно-противотанковый артиллерийский полк (июнь-декабрь 1943 года)
- 1714-й зенитно-артиллерийский полк (июль-сентябрь 1944 года)
- 175-й отдельный гвардейский бронеавтомобильный батальон (до декабря 1943 года)
- 60-й гвардейский миномётный дивизион (июль-август 1944 года)
- 376-й гвардейский артиллерийский полк (июль-сентябрь 1944 года)

Корпусные части:
- 11-й отдельный гвардейский батальон связи, (с 13.04.1943)
- 62-й отдельный гвардейский саперный батальон (до 31.01.1943 — 31-й отдельный саперный батальон)
- 79-й отдельный ремонтно-восстановительный батальон (до 25.12.1944)
- 557-я полевая танкоремонтная база, (с 25.12.1944)
- 558-я полевая авторемонтная база, (с 25.12.1944)
- 227-я отдельная рота химзащиты (с 10.07.2943)
- 36-я отдельная инженерно-минная рота (до 31.01.1943)
- 174-я отдельная гвардейская инженерно-минная рота (31.01.1943 — 09.04.1943)
- 28-я отдельная автотранспортная рота подвоза ГСМ[7]
- авиазвено связи (с 10.07.1943)
- 161-й полевой автохлебозавод (с 10.07.1943)
- 1776-я полевая касса Госбанка (с 21.12.1942)
- 1801-я военно-почтовая станция[5]
- 554-й отдельный медико-санитарный батальон

## Подчинение
| Дата            | Фронт (округ)                                  | Армия             |
| --------------- | ---------------------------------------------- | ----------------- |
| 01.01.1943 года | Южный фронт                                    | 51-я армия        |
| 01.04.1943 года | Южный фронт                                    |                   |
| 01.06.1943 года | Резерв Ставки ВГК (Степной военный округ)      |                   |
| 01.08.1943 года | Воронежский фронт                              | 47-я армия        |
| 01.11.1943 года | Резерв Ставки ВГК                              |                   |
| 01.05.1944 года | Московский военный округ                       |                   |
| 01.06.1944 года | Резерв Ставки ВГК                              |                   |
| 01.07.1944 года | 3-й Белорусский фронт                          |                   |
| 01.08.1944 года | 1-й Прибалтийский фронт                        |                   |
| 01.09.1944 года | 1-й Прибалтийский фронт                        | 51-я армия        |
| 01.10.1944 года | 1-й Прибалтийский фронт                        |                   |
| 01.11.1944 года | 1-й Прибалтийский фронт                        | 61-я армия        |
| 01.12.1944 года | 1-й Прибалтийский фронт                        |                   |
| 01.01.1945 года | 1-й Прибалтийский фронт                        | 4-я ударная армия |
| 01.02.1945 года | 1-й Прибалтийский фронт                        |                   |
| 01.03.1945 года | 2-й Прибалтийский фронт                        |                   |
| 01.04.1945 года | Ленинградский фронт (Курляндская группа войск) | [ 8 ]             |

## Командование корпуса
Командиры корпуса
- Вольский, Василий Тимофеевич (18.12.1942 — 03.01.1943), гвардии генерал-майор танковых войск;
- Шарагин, Алексей Павлович (03.01.1943 — 03.05.1943), гвардии генерал-майор (ВРИД)[7];
- Обухов Виктор Тимофеевич (04.05.1943 — 19.08.1943), гвардии генерал-майор танковых войск (ранен 19.08.1943[7]),
- Пошкус, Александр Адамович (19.08.1943 — 04.09.1943), гвардии генерал-майор танковых войск (ВРИД)[9][10];
- Катков, Фёдор Григорьевич (05.09.1943 — 01.10.1943), гвардии полковник (ВРИД)[7];
- Обухов, Виктор Тимофеевич (02.10.1943 — 03.09.1945), гвардии генерал-майор танковых войск, гвардии генерал-лейтенант танковых войск[7][11].

Заместитель командира корпуса по строевой части
- Шарагин Алексей Павлович (18.12.1942 — 28.05.1943), гвардии генерал-майор (тяжело ранен 28.05.1943);
- Катков Фёдор Григорьевич (06.1943 — 11.1943), гвардии полковник;
- Белый, Даниил Никитович (21.02.1944 — 10.1944), гвардии генерал-майор танковых войск;
- Кремер, Симон Давидович (26.01.1945 — 25.12.1945), гвардии генерал-майор танковых войск.

Заместитель командира по политической части
- Андреев Артём Филиппович (18.12.1942 — 16.06.1943), гвардии полковой комиссар, гвардии полковник[12].

Начальники штаба корпуса
- Пошкус Александр Адамович (18.09.1942 — 19.08.1943), гвардии полковник, гвардии генерал-майор танковых войск[13];
- Федоров Илларион Ефремович (20.08.1943 — 04.10.1943), гвардии подполковник (ИД)[9][10];
- Петровский, Владимир Герасимович (04.10.1943 — 05.1944), гвардии полковник[7];
- Сидорович, Георгий Степанович (05.1944 — 11.1944), гвардии генерал-майор танковых войск[13];
- Федоров Илларион Ефремович (11.1944 — 03.1945), гвардии полковник;
- Копиенко Владимир Емельянович[14] (16.03.1945 — 02.07.1946), полковник[15].

Начальники политотдела, с 16.06.1943 он же заместитель командира по политической части
- Козлов Иван Николаевич (18.12.1942 — 16.06.1943), гвардии полковой комиссар, гвардии полковник;
- Андреев, Артём Филиппович (16.06.1943 — 04.12.1945), гвардии полковник[12].

Заместители командира корпуса по технической части
- Горчаков М. Ф. (на ноябрь 1942 года), гвардии военинженер

Начальник артиллерии
- Барышев Сергей Фёдорович, гвардии полковник[13]

Начальник связи
- Белов, Андрей Иванович, гвардии майор[16] (1942—1945)[13]

Начальник инженерной службы
- Коргузалов, Владимир Леонидович, гвардии майор

## Награды и наименования
| Награда                                | Дата награждения                                                                  | За что получена |
| -------------------------------------- | --------------------------------------------------------------------------------- | --- |
| Почётное звание «Гвардейский»          | присвоено приказом Народного комиссара обороны СССР № 394 от 18 декабря 1942 года | за проявленную отвагу в боях за Отечество с немецкими захватчиками, за стойкость, мужество, дисциплину и организованность, за героизм личного состава |
| Почётное наименование «Сталинградский» | присвоено приказом Верховного главнокомандующего № 42 от 27 января 1943 года      | за особые отличия в боях за Отечество с немецкими захватчиками                                                                                        |

Награды частей корпусного подчинения:
- 11-й отдельный гвардейский ордена Красного Знамени[19] батальон связи
- 62-й отдельный гвардейский саперный ордена Красного Знамени[19] батальон

## Отличившиеся воины
| Награда | Фамилия Имя Отчество             | Дата Указа | Должность                                                                                                  | Звание                                   | Примечания                           |
| ------- | -------------------------------- | ---------- | --- | ---------------------------------------- | ------------------------------------ |
|         | Аверин, Николай Степанович       | 24.03.1945 | наводчик орудия СУ-76 1510-го самоходного артиллерийского полка                                            | гвардии красноармеец                     | погиб в бою 27 июля 1944 года        |
|         | Алименков, Иван Никонорович      | 03.06.1944 | помощник командира взвода автоматчиков разведывательной роты 7-й гвардейской механизированной бригады      | гвардии старший сержант                  | погиб 2 октября 1943 года            |
|         | Анисов, Степан Тимофеевич        | 24.04.1944 | телефонист взвода связи мотострелкового батальона 7-й гвардейской механизированной бригады                 | гвардии красноармеец                     |                                      |
|         | Анискин, Михаил Александрович    | 24.03.1945 | командир танка 44-го гвардейского танкового полка 8-й гвардейской механизированной бригады                 | гвардии лейтенант                        | погиб в бою 25 июня 1944 года        |
|         | Антоненко, Кузьма Прокопьевич    | 24.03.1945 | заместитель командира 1-го отдельного гвардейского мотоциклетного полка                                    | гвардии майор                            |                                      |
|         | Асланов, Ази Агадович            | 22.12.1942 | командир 35-й гвардейской танковой бригады                                                                 | гвардии подполковник                     | погиб 24 января 1945 года            |
|         | Баздырев, Григорий Афанасьевич   | 03.06.1944 | командир сапёрного отделения инжминроты 7-й гвардейской механизированной бригады                           | гвардии сержант                          |                                      |
|         | Белый, Даниил Никитович          | 25.10.1943 | командир 8-й гвардейской механизированной бригады                                                          | гвардии генерал-майор танковых войск     |                                      |
|         | Беликов, Василий Иванович        | 21.04.1944 | командир отделения автоматчиков 1-го мотострелкового батальона 7-й гвардейской механизированной бригады    | гвардии сержант                          | пропал без вести в августе 1944 года |
|         | Бердичевский, Леонид Афанасьевич | 24.03.1945 | заместитель командира 64-го отдельного гвардейского тяжёлого танкового полка                               | гвардии подполковник                     | Погиб в бою 31 июля 1944 года        |
|         | Буйнов, Николай Васильевич       | 24.03.1945 | командир взвода роты автоматчиков 7-й гвардейской механизированной бригады                                 | гвардии младший лейтенант                |                                      |
|         | Васюта, Сергей Трофимович        | 25.10.1943 | командир танка Т-70 отдельной гвардейской разведывательной роты 9-й гвардейской механизированной бригады   | гвардии младший сержант                  | погиб в бою 8 сентября 1943 года     |
|         | Виноградов, Иван Иванович        | 25.10.1943 | командир отделения 62-го отдельного гвардейского сапёрного батальона                                       | гвардии сержант                          |                                      |
|         | Влазнев, Алексей Леонтьевич      | 03.06.1944 | стрелок 1-го мотострелкового батальона, 9-й гвардейской механизированной бригады                           | гвардии красноармеец                     |                                      |
|         | Галуза, Григорий Григорьевич     | 24.03.1945 | командир разведывательной роты 9-й гвардейской механизированной бригады                                    | гвардии капитан                          |                                      |
|         | Головатый, Юрий Максимович       | 25.10.1943 | командир миномётной батареи 9-й гвардейской механизированной бригады                                       | гвардии старший лейтенант                | 23 сентября 1944 года                |
|         | Горбенко, Иван Тихонович         | 24.03.1945 | командир 743-го отдельного истребительно-противотанкового артиллерийского дивизиона                        | гвардии капитан                          |                                      |
|         | Горячев, Павел Иванович          | 24.05.1944 | командир 9-й гвардейской механизированной бригады                                                          | гвардии полковник                        |                                      |
|         | Гоциридзе, Георгий Георгиевич    | 25.10.1943 | командир 62-го отдельного гвардейского сапёрного батальона                                                 | гвардии майор                            |                                      |
|         | Данилов, Алексей Степанович      | 25.10.1943 | помощник начальника штаба 45-го гвардейского танкового полка, 9-й гвардейской механизированной бригады     | гвардии капитан                          |                                      |
|         | Данилов, Леонид Парфенович       | 25.10.1943 | | гвардии старший сержант                  |                                      |
|         | Днепровский, Пётр Павлович       | 24.04.1944 | командир отделения 62-го отдельного гвардейского сапёрного батальона                                       | гвардии сержант                          | погиб в бою 19 октября 1943 года     |
|         | Егоров, Гавриил Иосифович        | 03.06.1944 | Пулемётчик разведывательной роты 7-й гвардейской механизированной бригады                                  | гвардии сержант                          |                                      |
|         | Кремер, Симон Давидович          | 23.08.1944 | командир 8-й гвардейской механизированной бригады                                                          | гвардии полковник                        |                                      |
|         | Кияшко, Григорий Григорьевич     | 24.03.1945 | командир танковой роты 45-го гвардейского танкового полка 9-й гвардейской механизированной бригады         | гвардии старший лейтенант                |                                      |
|         | Кладиев, Виктор Сидорович        | 24.03.1945 | сапёр 62-го отдельного гвардейского сапёрного батальона                                                    | гвардии красноармеец                     | погиб 30 июня 1944 года              |
|         | Колесников, Семён Никитович      | 24.03.1945 | командир стрелковой роты 7-й гвардейской механизированной бригады                                          | гвардии старший лейтенант                |                                      |
|         | Коргузалов, Владимир Леонидович  | 25.10.1943 | начальник инженерной службы корпуса                                                                        | гвардии майор                            | Умер 12 июля 1944 года               |
|         | Кузнецов, Павел Иванович         | 03.06.1944 | заместитель командира по политической части 9-й гвардейской механизированной бригады                       | гвардии подполковник                     |                                      |
|         | Крылов, Василий Меркурьевич      | 24.03.1945 | командир роты танков 43-го гвардейского танкового полка 7-й гвардейской механизированной бригады           | гвардии старший лейтенант                |                                      |
|         | Ляхов, Логвин Прохорович         | 24.04.1944 | заместитель командира по политической части дивизиона 129-го миномётного полка                             | гвардии старший лейтенант                |                                      |
|         | Малык, Фома Васильевич           | 25.10.1943 | командир роты 62-го отдельного гвардейского сапёрного батальона                                            | гвардии старший лейтенант                | погиб в бою 8 октября 1943 года      |
|         | Мозговой, Иван Остапович         | 24.03.1945 | командир танка 44-го гвардейского танкового полка 8-й гвардейской механизированной бригады                 | гвардии лейтенант                        |                                      |
|         | Обухов, Виктор Тимофеевич        | 04.07.1944 | командир корпуса                                                                                           | гвардии генерал-лейтенант танковых войск |                                      |
|         | Плюснин, Николай Васильевич      | 03.06.1944 | командир взвода автоматчиков 2-го мотострелкового батальона 9-й гвардейской механизированной бригады       | гвардии старший сержант                  |                                      |
|         | Просвирнин, Михаил Андреевич     | 03.06.1944 | командир сапёрного отделения, инженерно-минной роты, 7-й гвардейской механизированной бригады              | гвардии сержант                          |                                      |
|         | Прутко, Григорий Иванович        | 03.06.1944 | командир отделения 82-мм миномётов миномётного батальона 9-й гвардейской механизированной бригады          | гвардии младший лейтенант                |                                      |
|         | Родионов, Михаил Иосифович       | 04.07.1944 | командир 7-й гвардейской механизированной бригады                                                          | гвардии полковник                        |                                      |
|         | Рубан, Николай Афанасьевич       | 24.03.1945 | командир взвода тяжёлых танков 64-го отдельного гвардейского тяжёлого танкового полка                      | гвардии старший лейтенант                | Умер от ран 31 июля 1944 года        |
|         | Самодеев, Иван Андреевич         | 24.03.1945 | водитель бронемашины разведроты 9-й гвардейской механизированной бригады                                   | гвардии сержант                          |                                      |
|         | Скитыба, Борис Яковлевич         | 25.10.1943 | командир телеграфного взвода 11-го отдельного гвардейского батальона связи                                 | гвардии лейтенант                        |                                      |
|         | Соловьёв, Трофим Ильич           | 25.10.1943 | командир батареи артиллерийского дивизиона 9-й гвардейской механизированной бригады                        | гвардии старший лейтенант                |                                      |
|         | Степанов, Александр Михайлович   | 25.10.1943 | командир стрелковой роты 1-го моторизованного батальона 9-й гвардейской механизированной бригады           | гвардии старший лейтенант                |                                      |
|         | Сутормин, Георгий Алексеевич     | 24.03.1945 | командир огневого взвода ПТО 2-го мотострелкового батальона 7-й гвардейской механизированной бригады       | гвардии младший лейтенант                |                                      |
|         | Фёдоров, Борис Алексеевич        | 24.03.1945 | командир 1-го мотострелкового батальона 7-й гвардейской механизированной бригады                           | гвардии капитан                          |                                      |
|         | Хасаншин, Мансур Рахипович       | 25.10.1943 | командир роты 120-мм миномётов 9-й гвардейской механизированной бригады                                    | гвардии лейтенант                        |                                      |
|         | Царенко, Лаврентий Иванович      | 24.03.1945 | командир танка 43-го гвардейского танкового полка 7-й гвардейской механизированной бригады                 | гвардии лейтенант                        |                                      |
|         | Чечулин, Иван Павлович           | 24.03.1945 | командир взвода лёгких бронемашин отдельной разведывательной роты 9-й гвардейской механизированной бригады | гвардии техник-лейтенант                 |                                      |
|         | Шепель, Иван Иванович            | 24.04.1944 | командир стрелковой роты 7-й гвардейской механизированной бригады                                          | гвардии лейтенант                        |                                      |